# Oppdal
Oppdal er en kommune længst mod syd i Trøndelag fylke i Norge. Den grænser i nord til Surnadal og Rindal, i nordøst til Rennebu, i øst til Tynset, i syd til Folldal, Dovre og Lesja i Innlandet fylke, og i vest til Sunndal i Møre og Romsdal fylke. Højeste punkt er Storskrymten (1.985 moh.) på grænsen til Sunndal.
Oppdal er også navnet på byen som er administrationscenter i kommunen samt jernbanestationen som ligger ved Dovrebanen. Oppdal har fylkets største areal.

## Geografi
Oppdal ligger 545 m.o.h med Dovrefjeld og Gudbrandsdalen i syd, Trondheim i nord, Østerdalen i øst og Trollheimen i vest. Store dele af Dovrefjell og Trollheimen ligger i Oppdal kommune. E6 mellem Oslo og Trondheim går tværs gennem Oppdal centrum, det samme gør jernbanen. Oppdal har togforbindelser til både Trondheim og Oslo.
- Elgsjøen i Oppdal

## Historie
For 125 år siden var Oppdal et rent landbrugssamfund, hvor folk producerede næsten alt hvad de skulle bruge, selv. Landbruget er fremdeles hovederhvervet, men flertallet af befolkningen arbejder i andre erhverv.
Antallet af gårde i Oppdal er i den senere tid gået ned. Industrien har vokset lidt, men den største vækst er sket i andre erhverv som f.eks. sygehusvæsen, handel og undervisning.

## Kultur

### Spil og dans
Oppdal har en gammel tradition når det gælder folkedans og folkemusik.

### Idræt
Oppdal er mest kendt for et af Norges største alpinanlæg. Fjeldbygden har i alt fire skihejsanlæg med utallige muligheder. Der har været arrangeret World Cup-løb i slalom i bygden. Oppdal er også et yndet udgangspunkt for fjeldture til Trollheimen, Snøhetta, Hornet, Blåhøa, Blåøret og Orkelhøa. I sommertiden kan man opleve rafting på Driva, hanggliding eller ridning.

## Personer fra Oppdal
- Ingebrigt Haldorsen Sæter († 1875), politiker, stortingsmand
- Ola Setrom († 1946), forfatter[2]
- Inge Krokann († 1962), forfatter[3]
- Mikael Hoel († 1984), billedkunstner[4]
- Bjarne Rise († 1984), billedkunstner[5]
- Tove Kari Viken, politiker, stortingspolitiker († 2016)
- Ola Svein Stugu (1947–), historiker, forfatter
- Erik Håker (1952–), skiløber (alpint skiløb)[6]
- Odd Sørli (1954–), olympisk skiløber (alpint skiløb), født i København
- Ingrid Skjøtskift, (1964–), politiker på Stortinget[7]

## Vennskabsbyer
- Örebro i Sverige

## Eksterne Henvisninger
1. ↑  Oppdal på snl.no
2. ↑  Ola Setrom – Store norske leksikon
3. ↑  Inge Krokann – Norsk biografisk leksikon
4. ↑  Mikael Hoel – Norsk kunstnerleksikon
5. ↑  Bjarne Rise – Store norske leksikon
6. ↑  Erik Håker – Store norske leksikon
7. ↑  Biografi: Skjøtskift, Ingrid

- Wikimedia Commons har flere filer relateret til Oppdal
- Oppdal Kommune
- Oppdal Skicenter Arkiveret 17. september 2011 hos  Wayback Machine
- www.oppdal.com – Oppdals officielle rejselivsside|Oppdal – vinter
- Kultur i Oppdal på kort Arkiveret 3. oktober 2006 hos  Wayback Machine fra Kulturnett.no (Webside ikke længere tilgængelig)

62°35′49″N 9°41′43″Ø / 62.59694°N 9.69528°Ø